# 앨프리드 드레이크

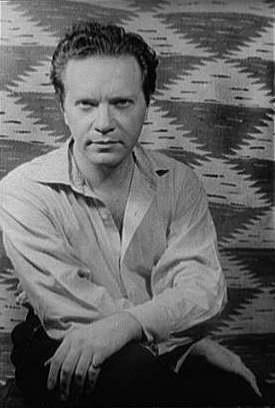

앨프리드 드레이크(Alfred Drake, 1914년 ~ 1992년)는 미국의 가수이다. 뉴욕 시에서 태어났다. 브루클린 컬리지를 졸업한 후 연극과 성악을 공부하였다. 수많은 브로드웨이 뮤지컬에 출연하였으며, 특히 《오클라호마》, 《키스 미 케이트》, 《키스메트》의 주역으로 호평을 받았다. 또한 《햄릿》이나 그 밖의 셰익스피어 연극에서의 연기도 높이 평가 받고 있다.